# Hydropsyche wittei
Hydropsyche wittei là một loài Trichoptera trong họ Hydropsychidae. Chúng phân bố ở vùng nhiệt đới châu Phi.